# Michael Oliver (árbitro)
Michael Oliver (Ashington, 20 de fevereiro de 1985) é um árbitro de futebol profissional inglês. A FA de seu condado é a Northumberland Football Association.
Em 2022, teve suas redes sociais invadidas por torcedores da Seleção Brasileira, após a partida Brasil x Croácia, pelas quartas de final da Copa do Mundo de 2022. Os torcedores alegavam um possível erro de arbitragem na partida.

## Biografia

### Carreira

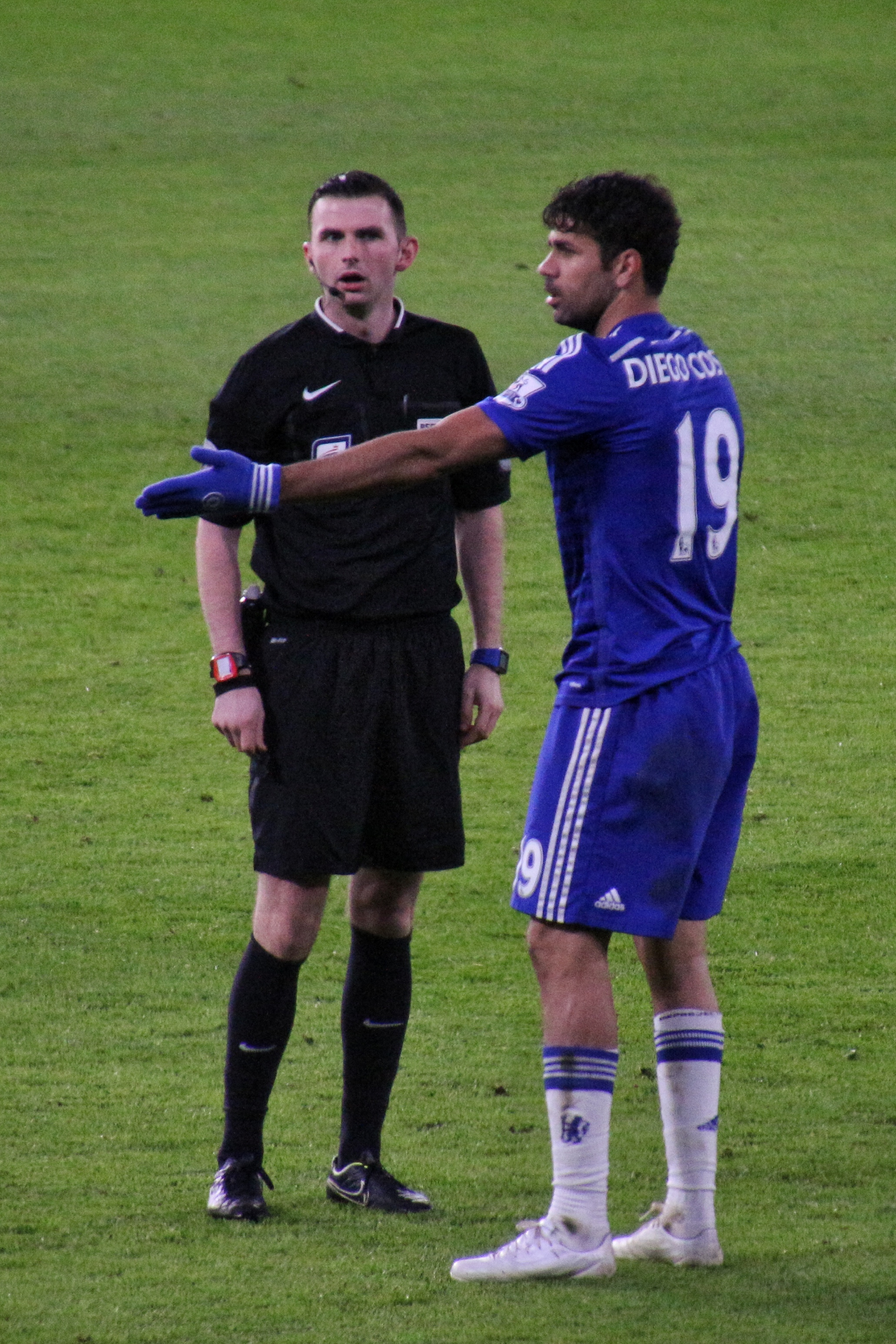
Michael Oliver e Diego Costa, em 2015

Michael Oliver pertence ao Grupo Seleto de Árbitros da Inglaterra e atua principalmente na Premier League. Ele recebeu o distintivo da FIFA em 2012, o que lhe permitiu arbitrar as principais partidas internacionais. Oliver foi nomeado para comandar a final da Copa do Mundo FIFA Sub-17 de 2015. Oliver foi promovido ao Grupo de Árbitros de Elite da UEFA em 2018.
Nascido na cidade de Ashington, no condado de Northumberland, na Inglaterra, Michael Oliver foi apresentado à arbitragem por seu pai, Clive, aos 14 anos. Ele progrediu rapidamente na classificação e foi promovido à Lista Nacional de Árbitros em 2007; ele arbitrou a final do play-off da Conferência Nacional de 2007, tornando-se o árbitro de futebol mais jovem a arbitrar no Estádio de Wembley. Além disso já havia se tornado o mais jovem árbitro assistente da Football League, o mais jovem árbitro da Football League, e também se tornaria o mais jovem quarto árbitro da Premier League.
A família Oliver desfrutou de uma dupla de arbitragem única quando o pai Clive assumiu o comando da final do play-off da League Two de 2009 e Michael apitou no dia seguinte na final do play-off da League One de 2009. Oliver estava prestes a se tornar o árbitro mais jovem da Premier League quando foi nomeado para uma partida entre Fulham e Portsmouth em janeiro de 2010. No entanto, o mau tempo fez com que ele tivesse que adiar a partida, e uma operação no tornozelo posteriormente o afastou dos gramados até abril. Ele foi promovido ao Select Group em agosto de 2010, sua primeira nomeação foi Birmingham City contra Blackburn Rovers. Oliver tinha 25 anos e 182 dias, quebrando o recorde de Stuart Attwell como o árbitro mais jovem da Premier League.
Em 11 de abril de 2018, Oliver arbitrou a segunda mão das quartas de final da Liga dos Campeões da UEFA de 2017–18 entre Real Madrid e Juventus. O Real Madrid venceu a primeira mão por 3–0 em Torino, o que significava que a Juventus teria de vencer por 3–0 em Madrid para levar a partida para a prorrogação. A Juventus liderou por 3 a 0 até o minuto 93, quando Oliver concedeu uma penalidade nos acréscimos ao Real Madrid depois que Medhi Benatia desafiou Lucas Vázquez na área. Os jogadores da Juventus cercaram Oliver, com o veterano goleiro e capitão Gianluigi Buffon no centro do confronto, recebendo cartão vermelho por abuso verbal. Oliver também emitiu nove cartões amarelos durante a partida. O segundo goleiro Wojciech Szczęsny foi forçado a ser substituído, com o pênalti resultante convertido por Cristiano Ronaldo aos 98 minutos, para uma vitória agregada final de 4–3 para o Real Madrid avançar para a semifinal.
Em um pronunciamento da FIFA em maio de 2022, Oliver foi listado como um dos seis oficiais ingleses a supervisionar as partidas da Copa do Mundo de novembro e dezembro. A lista também incluía o árbitro Anthony Taylor e quatro árbitros assistentes compatriotas - Simon Bennett, Gary Beswick, Stuart Burt e Adam Nunn.
Em 10 de agosto de 2022, foi o árbitro da SuperTaça Europeia de 2022 entre Eintracht Frankfurt e Real Madrid.